# Treinta y nueve
El treinta y nueve (39) es el número natural que sigue al 38 y precede al 40.

## Matemáticas
- Es un número compuesto, que tiene los siguientes factores propios: 1, 3, y 13. Como la suma de sus factores es 17 < 39, se trata de un número defectivo.
- Número impar.
- Es la suma de cinco primos consecutivos (3 + 5 + 7 + 11 + 13). También es la suma de las tres primeras potencias de 3 (3 1 + 3 2 + 3 3 ).
- 39 es el número natural más pequeño que tiene tres particiones en tres partes que dan el mismo producto cuando se multiplican: {25, 8, 6}, {24, 10, 5}, {20, 15, 4}.
- Es un número de Perrin.
- Un número semiprimo.
- Es un número libre de cuadrados.
- El grafo F26A es un grafo simétrico con 39 aristas.
- Número de Størmer.

## Química
- 39 es el número atómico del itrio.

## Astronomía
- Objeto de Messier M39 es un cúmulo abierto en la constelación Cygnus.
- Objeto del Nuevo Catálogo General NGC 39 es una galaxia espiral en la constelación de Andrómeda.
- (39) Laetitia es un asteroide que forma parte del cinturón de asteroides.
- 39 Leonis es una estrella binaria en la constelación de Leo.

- Datos: Q712782
- Multimedia: 39 (number) / Q712782